# Candice Patton
Candice Kristina Patton (Jackson (Mississippi), 24 juni 1985) is een Amerikaanse actrice.

## Biografie
Patton werd geboren in Jackson en groeide op in Plano (Texas). Zij studeerde cum laude af met een bachelor of fine arts in theaterwetenschap aan de Southern Methodist University in University Park (Texas).
Patton begon in 2004 met acteren in de televisieserie The Young and the Restless, waarna zij nog meerdere rollen speelde in televisieseries en films. Ze is vooral bekend van haar hoofdrol in The Flash, waar ze sinds 2014 Iris West speelt. Voor deze rol werd zij in 2015 driemaal genomineerd voor een Teen Choice Award.

## Prijzen en nominaties
| Jaar | Prijs              | Categorie                                      | Werk      | Resultaat   |
| ---- | ------------------ | ---------------------------------------------- | --------- | ----------- |
| 2015 | Teen Choice Awards | Choice TV: Doorbraak Ster                      | The Flash | Genomineerd |
| 2015 | Teen Choice Awards | Choice TV: Chemie (met Grant Gustin)           | The Flash | Genomineerd |
| 2015 | Teen Choice Awards | Choice TV: Kus (met Grant Gustin)              | The Flash | Genomineerd |
| 2016 | Teen Choice Awards | Choice TV: Chemie (met Grant Gustin)           | The Flash | Genomineerd |
| 2016 | Teen Choice Awards | Choice TV: Kus (met Grant Gustin)              | The Flash | Genomineerd |
| 2017 | Teen Choice Awards | Choice TV: Actrice actieserie                  | The Flash | Genomineerd |
| 2017 | Saturn Awards      | Beste ondersteundende actrice op televisie     | The Flash | Gewonnen    |
| 2018 | Saturn Awards      | Beste ondersteundende actrice op televisie     | The Flash | Genomineerd |
| 2018 | Teen Choice Awards | Choice TV: Actrice actieserie                  | The Flash | Genomineerd |
| 2018 | Teen Choice Awards | Choice TV: Televisierelatie (met Grant Gustin) | The Flash | Genomineerd |

- Biblioteca Nacional de España: XX5850404
- Bibliothèque nationale de France: cb17019652d (data)
- Gemeinsame Normdatei: 1241371539
- Library of Congress Control Number: no2017022017
- Nederlandse Thesaurus van Auteursnamen: 40099870X
- Virtual International Authority File: 24145541707196600627
- WorldCat: E39PBJbRqkG8rb9QF94CrhGbVC